# 마누엘 라차리
마누엘 라차리(이탈리아어: Manuel Lazzari, 1993년 1월 29일 ~ )는 이탈리아의 축구 선수로, 현재 이탈리아 세리에 A의 SS 라치오 소속이다. 포지션은 우측 미드필더, 라이트 백이다.